# Антипка
Антипка, или Вишня антипка, или Черёмуха антипка, или Магалебская вишня (лат. Prunus mahaleb) — вид деревянистых растений подрода Вишня (Cerasus) рода Слива (Prunus) семейства Розовые (Rosaceae).

## Ботаническое описание

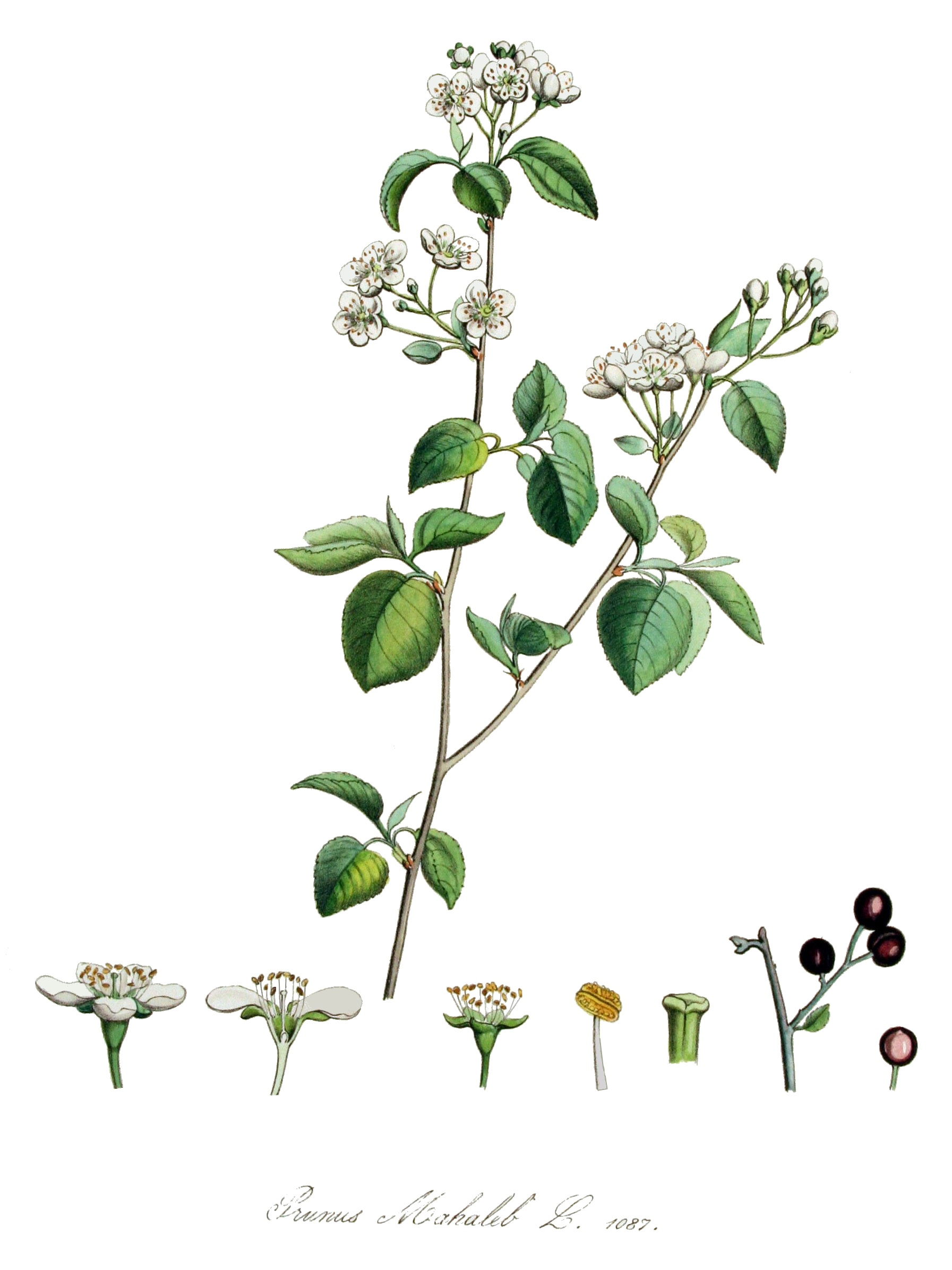

Крупный кустарник или дерево до 12 м высотой с густой шаровидной кроной, с тёмно-коричневой корой, обладающей специфическим запахом.
Листья почти округлые, по краю городчатые, сверху блестящие, светло-зелёные, снизу светлее с желтоватым опушением, 9 см длиной.
Цветки мелкие, белые, до 1,5 см в диаметре, собранные в небольшие кисти до 7 см длиной. Цветёт в мае — июне.
Сочные плоды, до 1 см в диаметре, сначала жёлтые, потом краснеющие, по мере созревания приобретают чёрную окраску, с яйцевидной косточкой. Плоды созревают в июле — августе. Цветёт и плодоносит с девяти лет.
Размножается семенами, корневых отпрысков не даёт, поэтому чистых зарослей, как правило, не образует.

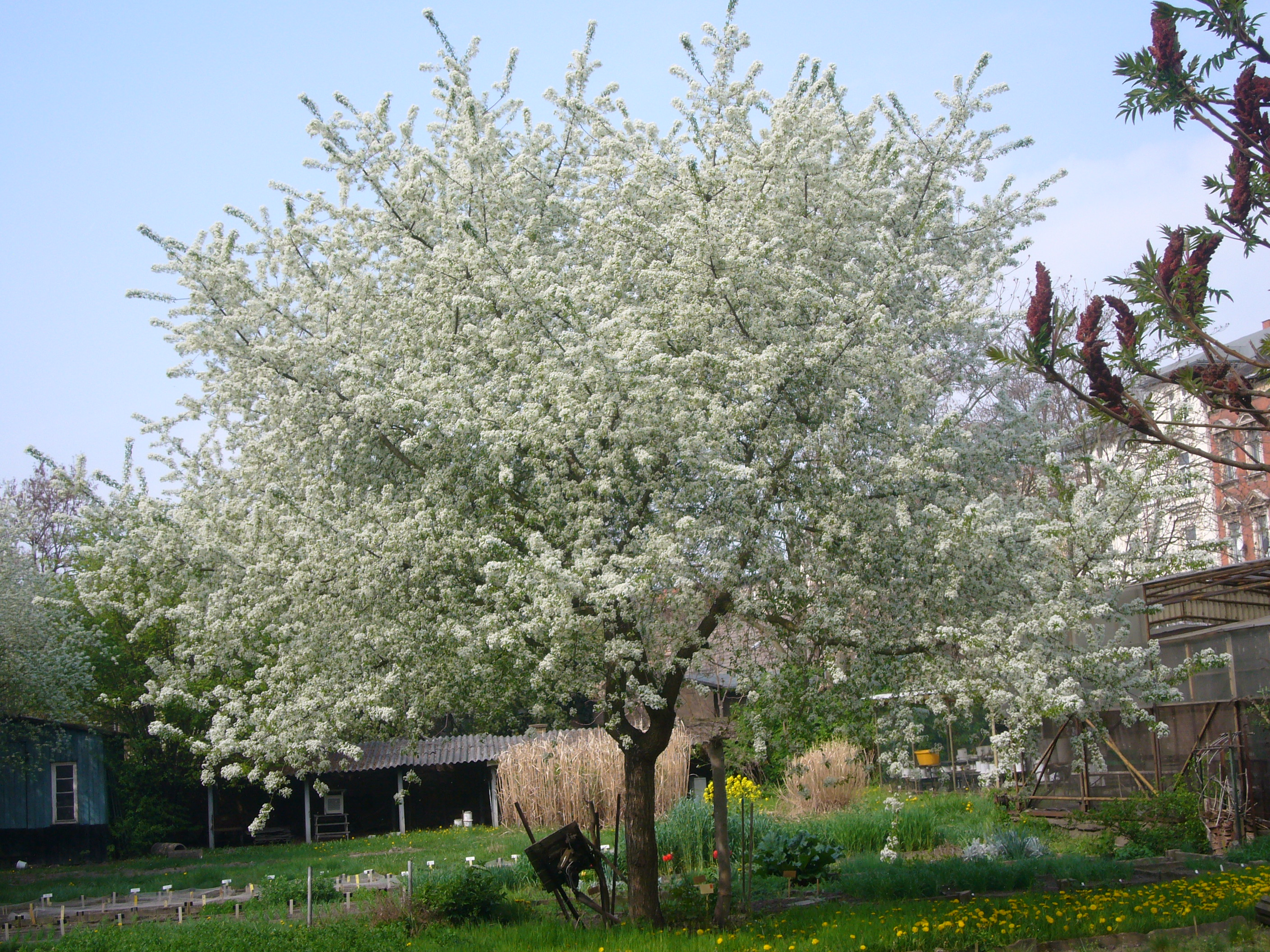
Дерево в цвету

## Распространение и среда обитания
На Украине, в Молдавии, на Кавказе, в горной Средней Азии, на юге Франции, поднимается до 1900 м над уровнем моря.
По склонам гор, днищам ущелий, вдоль рек, в светлых лесах, среди кустарников.
Светолюбива и засухоустойчива.

## Хозяйственное значение и применение

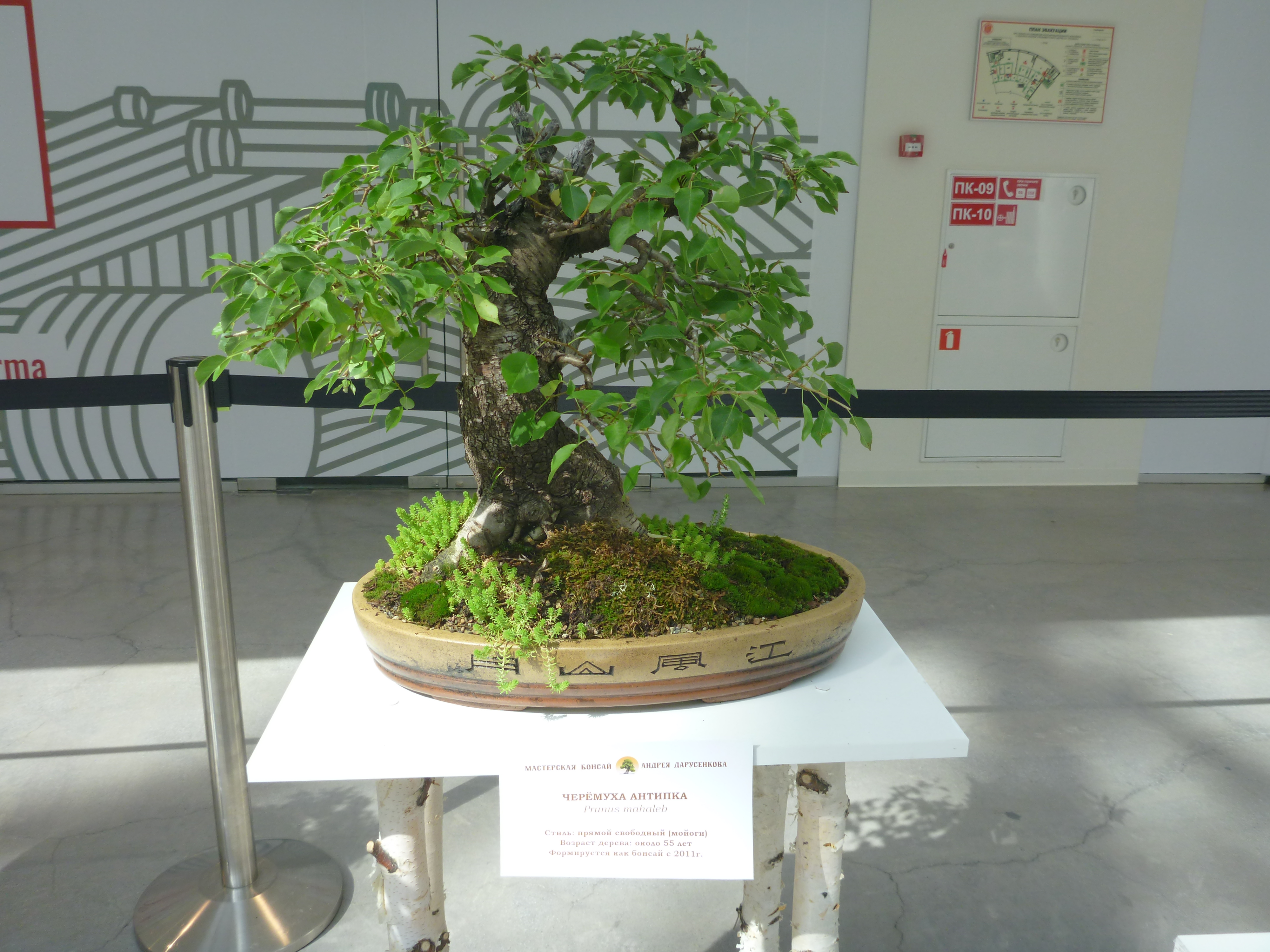
Антипка в форме бонсай

Древесина пригодна для изготовления небольших изделий (курительные трубки, мундштуки и т. п.).
Используется в качестве подвоя для вишни и черешни, а также как декоративное растение.
Несмотря на горький вкус, плоды употребляют в пищу.
Соком плодов подкрашивают вина и лимонад.
Из листьев и плодов отгонкой водяным паром получают ароматную жидкость, используемую для отдушки мыла и как косметическое средство.
Очищенные косточки используют в кулинарии восточных стран. Добавляют например в печенья, молочные каши.